# Mörtträsket (Edefors socken, Norrbotten, 735618-173957)
Mörtträsket är en sjö i Bodens kommun i Norrbotten och ingår i Luleälvens huvudavrinningsområde. Sjön har en area på 1,04 kvadratkilometer och ligger 145 meter över havet. Sjön avvattnas av vattendraget Flarkån.

## Delavrinningsområde
Mörtträsket ingår i det delavrinningsområde (735534-174045) som SMHI kallar för Utloppet av Mörtträsket. Medelhöjden är 158 meter över havet och ytan är 3,71 kvadratkilometer. Räknas de 41 avrinningsområdena uppströms in blir den ackumulerade arean 359,48 kvadratkilometer. Flarkån som avvattnar avrinningsområdet har biflödesordning 2, vilket innebär att vattnet flödar genom totalt 2 vattendrag innan det når havet efter 108 kilometer. Avrinningsområdet består mestadels av skog (55 procent). Avrinningsområdet har 1,03 kvadratkilometer vattenytor vilket ger det en sjöprocent på 27,8 procent.